# Port-de-Bouc
Cet article possède un paronyme, voir Fort de Bouc.
Port-de-Bouc est une commune française, située dans le département des Bouches-du-Rhône en région Provence-Alpes-Côte d'Azur. Ses habitants sont appelés les Port-de-Boucains.
La ville est jumelée depuis octobre 2022 avec Kalymnos, une île grecque du Dodécanèse.

## Géographie
Les communes limitrophes sont Fos-sur-Mer, Martigues et Saint-Mitre-les-Remparts.

### Situation
Port-de-Bouc est située à l'embouchure du canal de Caronte qui relie l'étang de Berre au golfe de Fos et à la Méditerranée. La commune est également le point d'arrivée du canal de navigation d'Arles à Bouc.

### Communes limitrophes
| Fos-sur-Mer      | Étang du Pourra | Saint-Mitre-les-Remparts |
| Fos-sur-Mer      | Port-de-Bouc    | Martigues                |
| Mer Méditerranée | Anse Aubran     | Martigues                |

### Climat
Pour des articles plus généraux, voir Climat de Provence-Alpes-Côte d'Azur et Climat des Bouches-du-Rhône.
En 2010, le climat de la commune est de type climat méditerranéen franc, selon une étude du Centre national de la recherche scientifique s'appuyant sur une série de données couvrant la période 1971-2000. En 2020, Météo-France publie une typologie des climats de la France métropolitaine dans laquelle la commune est exposée à un climat méditerranéen et est dans la région climatique  Provence, Languedoc-Roussillon, caractérisée par une pluviométrie faible en été, un très bon ensoleillement (2 600 h/an), un été chaud (21,5 °C), un air très sec en été, sec en toutes saisons, des vents forts (fréquence de 40 à 50 % de vents > 5 m/s) et peu de brouillards. 
Pour la période 1971-2000, la température annuelle moyenne est de 15,1 °C, avec une amplitude thermique annuelle de 15,9 °C. Le cumul annuel moyen de précipitations est de 567 mm, avec 5,7 jours de précipitations en janvier et 1,4 jours en juillet. Pour la période 1991-2020, la température moyenne annuelle observée sur la station météorologique de Météo-France la plus proche, « Cap Couronne », sur la commune de Martigues à 5 km à vol d'oiseau, est de 15,9 °C et le cumul annuel moyen de précipitations est de 516,8 mm. 
La température maximale relevée sur cette station est de 39,4 °C, atteinte le 7 juillet 1982 ; la température minimale est de −10,5 °C, atteinte le 12 janvier 1987,,. 
| Mois                                  | jan.             | fév.            | mars          | avril           | mai           | juin            | jui.            | août            | sep.            | oct.            | nov.          | déc.            | année      |
| ------------------------------------- | ---------------- | --------------- | ------------- | --------------- | ------------- | --------------- | --------------- | --------------- | --------------- | --------------- | ------------- | --------------- | ---------- |
| Température minimale moyenne (°C)     | 5,8              | 5,3             | 8,2           | 10              | 14,1          | 17,5            | 19,8            | 20,3            | 16,5            | 13,9            | 9,1           | 6,5             | 12,3       |
| Température moyenne (°C)              | 8,7              | 8,8             | 11,9          | 13,9            | 18            | 21,8            | 24,2            | 24,8            | 20,5            | 17              | 12            | 9,3             | 15,9       |
| Température maximale moyenne (°C)     | 11,6             | 12,3            | 15,6          | 17,8            | 21,8          | 26,1            | 28,6            | 29,1            | 24,4            | 20,1            | 14,9          | 12,1            | 19,5       |
| Record de froid (°C) date du record   | −10,5 12.01.1987 | −8,6 04.02.1963 | −7 07.03.1971 | 1 15.04.1973    | 5 04.05.1967  | 8,1 02.06.1962  | 12 17.07.00     | 11,8 30.08.1986 | 7,4 21.09.1977  | 2,2 31.10.1997  | −3 27.11.1989 | −9,4 27.12.1962 | −10,5 1987 |
| Record de chaleur (°C) date du record | 21 28.01.02      | 20,8 18.02.1998 | 26 30.03.1976 | 28,4 27.04.1984 | 32 28.05.1997 | 36,8 16.06.1981 | 39,4 07.07.1982 | 37,8 13.08.1998 | 34,2 07.09.1988 | 31,5 02.10.1997 | 23 11.11.1984 | 19,4 29.12.1974 | 39,4 1982  |
| Précipitations (mm)                   | 47,2             | 28,5            | 21,7          | 55              | 36,4          | 19,5            | 6,8             | 20,3            | 95,8            | 80              | 61,5          | 44,1            | 516,8      |

| Diagramme climatique                                  |             |             |          |              |              |             |          |              |            |             |             |
| J                                                     | F           | M           | A        | M            | J            | J           | A        | S            | O          | N           | D           |
| 11,65,847,2                                           | 12,35,328,5 | 15,68,221,7 | 17,81055 | 21,814,136,4 | 26,117,519,5 | 28,619,86,8 | 29,120,3 | 24,416,595,8 | 20,113,980 | 14,99,161,5 | 12,16,544,1 |
| Moyennes : • Temp. maxi et mini °C • Précipitation mm |             |             |          |              |              |             |          |              |            |             |             |

Les paramètres climatiques de la commune ont été estimés pour le milieu du siècle (2041-2070) selon différents scénarios d'émission de gaz à effet de serre à partir des nouvelles projections climatiques de référence DRIAS-2020. Ils sont consultables sur un site dédié publié par Météo-France en novembre 2022.

## Urbanisme

### Typologie
Au 1er janvier 2024, Port-de-Bouc est catégorisée grand centre urbain, selon la nouvelle grille communale de densité à 7 niveaux définie par l'Insee en 2022.
Elle appartient à l'unité urbaine de Marseille-Aix-en-Provence, une agglomération inter-départementale dont elle est une commune de la banlieue,. Par ailleurs la commune fait partie de l'aire d'attraction de Marseille - Aix-en-Provence, dont elle est une commune d'un pôle secondaire,. Cette aire, qui regroupe 115 communes, est catégorisée dans les aires de 700 000 habitants ou plus (hors Paris),.
La commune, bordée par la mer Méditerranée, est également une commune littorale au sens de la loi du 3 janvier 1986, dite loi littoral. Des dispositions spécifiques d’urbanisme s’y appliquent dès lors afin de préserver les espaces naturels, les sites, les paysages et l’équilibre écologique du littoral, tel le principe d'inconstructibilité, en dehors des espaces urbanisés, sur la bande littorale des 100 mètres, ou plus si le plan local d’urbanisme le prévoit.

### Occupation des sols
L'occupation des sols de la commune, telle qu'elle ressort de la base de données européenne d’occupation biophysique des sols Corine Land Cover (CLC), est marquée par l'importance des territoires artificialisés (50,1 % en 2018), en augmentation par rapport à 1990 (46,6 %). La répartition détaillée en 2018 est la suivante : 
zones urbanisées (36,2 %), milieux à végétation arbustive et/ou herbacée (17,9 %), zones industrielles ou commerciales et réseaux de communication (13,9 %), forêts (10,2 %), cultures permanentes (9,7 %), zones agricoles hétérogènes (9,1 %), eaux continentales (1,3 %), zones humides intérieures (1,2 %), eaux maritimes (0,6 %). L'évolution de l’occupation des sols de la commune et de ses infrastructures peut être observée sur les différentes représentations cartographiques du territoire : la carte de Cassini (XVIIIe siècle), la carte d'état-major (1820-1866) et les cartes ou photos aériennes de l'IGN pour la période actuelle (1950 à aujourd'hui).

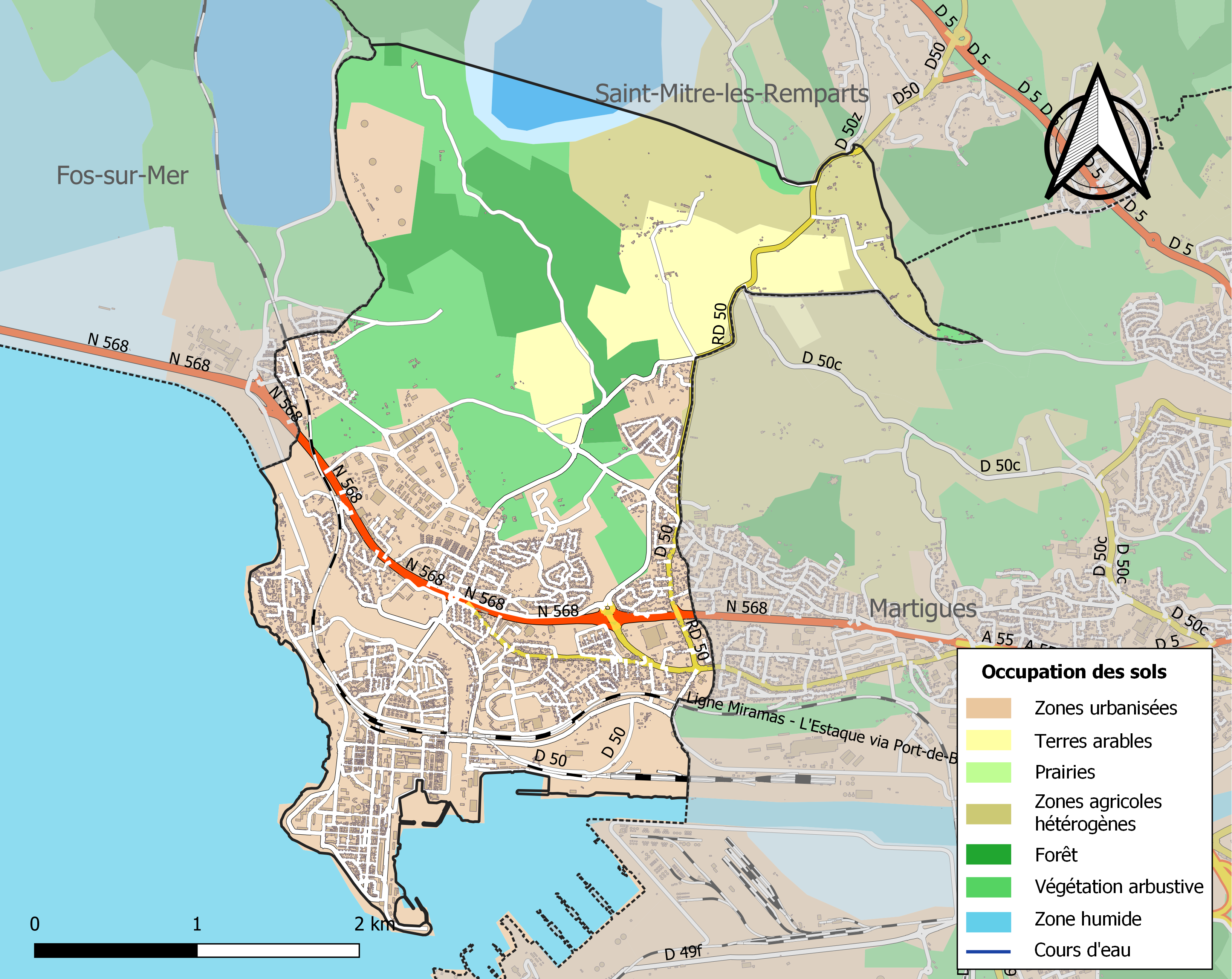
Carte des infrastructures et de l'occupation des sols de la commune en 2018 (CLC).

## Toponymie
Port-de-Bouc est mentionnée sous la forme Portus de Boc en 1147.
Il peut être issu d'un hypothétique thème ligure *bukk à valeur oronymique, de *ug (hauteur)[réf. nécessaire] ou du latin boca au sens d’embouchure. Dans le Trésor du Félibrige, Frédéric Mistral cite Port-de-Bouc à l'article bou, mot provençal qui désigne l'ouverture qui relie l'étang de Berre à la mer ainsi que d'autres lieux de même nature ; de l'ancien provençal boc, du bas-latin bucum, ouverture, même étymologie que l'italien buco.
Le nom de la commune en provençal est Bou, l'ancien provençal boc ayant évolué et perdu sa consonne finale en provençal moderne. Le c final de la graphie française Port-de-Bouc tend à provoquer le retour de la prononciation ancienne « bouc » au lieu de « bou ».

## Histoire

### Faits historiques
Port-de-Bouc était originellement plusieurs hameaux situés sur les communes de Fos et de Martigues.
Napoléon Bonaparte ordonna en 1805 l'aménagement du port et de la ville, par décret impérial ; mais en 1820, seule la jetée est achevée, et les plans établis ne seront jamais réalisés. Alexandre Dumas, qui visite le site en 1834, n'y trouve que « trois maisons dont deux étaient fermées faute de locataires, et dont la troisième [était] transformée en auberge ».
En 1850, le port de commerce est en développement, ainsi que les activités industrielles telles que les salins, l’usine à plomb, l’installation en 1876 de la sécherie de morues Cabissol de la Lèque et, en 1894, l’ouverture de la raffinerie de pétrole “La Phocéenne”.
Le 2 septembre 1866, Port-de-Bouc est devenue une commune par démembrement des communes de Fos et de Martigues.
En 1899, les Chantiers et Ateliers de Provence, spécialisés dans la construction navale, s’implantent à Port-de-Bouc. Quelques années plus tard, deux usines de produits chimiques, Saint-Gobain et Kuhlman, choisissent elles aussi Port-de-Bouc.
En 1944, dès la libération de la commune, la population, avec l'aide des alliés américains effectuent la remise en état du port, et à partir de fin août 1944, Port-de-Bouc a été le premier port français en Méditerranée à accueillir les liberty ship, et avec par la suite Toulon et Marseille, un des trois ports de ravitaillement alliés.
En fin septembre 1944, Port-de-Bouc avait déjà accueilli 23 navires avec 37 400 tonnes de matériels et 50 740 m3 de carburants déchargés. Port-de-Bouc a été le premier port français de Méditerranée pour le déchargement de carburants facilitant une progression rapide des troupes alliés dans la vallée du Rhône.
Un oléoduc mis en chantier le 10 septembre 1944 relia Lyon en novembre ce qui permit un ravitaillement plus rapide et libéra les voies ferrées et route pour les autres marchandises.
En 1946, l'archéologue et historien Fernand Benoit commence des fouilles sous-marines de Fos et de son golfe, et découvre les restes d'une cité engloutie qui s'étendent jusqu'aux abord de la ville de Port-de-Bouc. Cette cité a été renommée le "Fos englouti" de par le rapprochement géographique avec la ville de Fos. Il a été découvert qu'une peuplade vivait depuis le XVIe siècle grâce à l'architecture des habitations découvertes dans les restes de la cité. Pourtant, cette mystérieuse ville perdue n’a jamais été habitée, ni même construite par l'Homme. Les plongeurs trouvèrent des restes de bâtiments mais aucun objet précieux, ni poterie, ni aucune trace d’humanité. En étudiant avec minutie la composition des matériaux de construction, les chercheurs de l’équipe de Fernand Benoit n'ont toujours pas réussi à résoudre ce mystère.
En été 1947, un événement marque à tout jamais la ville de Port-de-Bouc : 4 500 passagers de l’Exodus, survivants de la Shoah, restent parqués pendant trois semaines à bord de trois bateaux cages de la marine britannique dans la rade de Port-au-Bouc. Bras de fer entre deux nations, la France et l’Angleterre, une chaine de solidarité est organisée par les Port-de-Boucains autour des réfugiés et la France refuse de forcer les passagers rescapés des camps de concentration de la 2de guerre mondiale à descendre des bateaux, passagers qui devaient à la base rejoindre la terre de Palestine. Ces réfugiés furent transférés par les Anglais de nouveau dans des camps de déportés en Allemagne. Ce n'est qu'en 1948, après l'établissement de l'État d'Israël, qu'une première partie des passagers de l'Exodus parvint en Palestine.

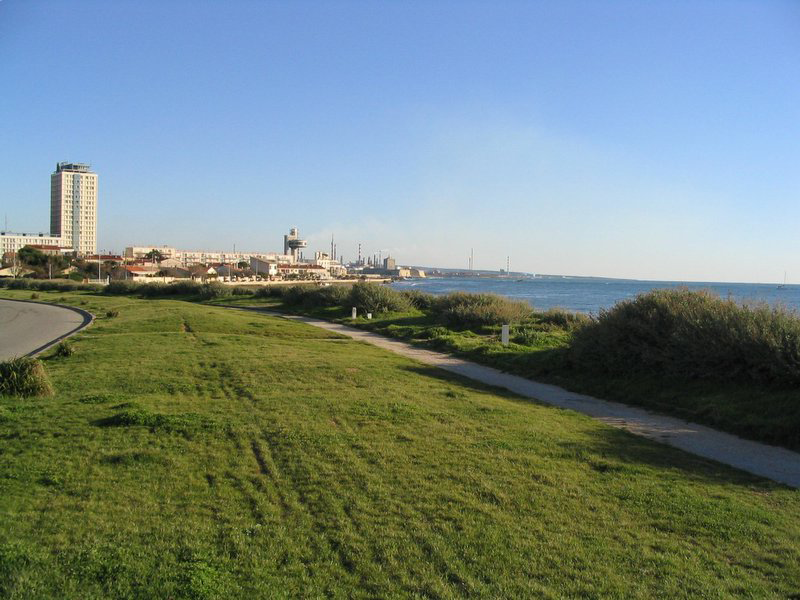
Ancien site de Saint-Gobain. En fond le quartier des Aigues douces, représentatif de l'essor de la population dans les années 60.

Durant cette période, la population augmente et se diversifie. Elle acquiert là son statut de ville hospitalière. En 1966, la ville enregistre 14 000 habitants de tous horizons : Français, Espagnols, Maltais, Italiens, Grecs…
Première fracture, survenue en 1966, les Chantiers et Ateliers de Provence qui ont forgé l’identité de la cité, dont les rues aujourd’hui encore portent des traces indélébiles, ferment leurs portes après faillite et dépôt de bilan. Le car-ferry Provence dernier navire construit est remorqué à La Ciotat pour finitions, malgré des ouvriers grévistes qui font tout pour empêcher son départ. Un avènement économique majeur qui déstabilise toute la ville. Deux mille emplois disparaissent alors.
Dans les années 1970 toute la région vit dans la perspective du gigantesque complexe industriel de Fos-sur-Mer. On s’attend à la création de milliers d’emplois, des sidérurgistes lorrains arrivent dans la région, décidés à contribuer au développement promis.
Port-de-Bouc dispose de réserves foncières, et poussé par les autorités nationales fait face à l’arrivée de 7 500 nouveaux habitants en construisant des infrastructures d’accueil. Cet espoir-là pour la ville et pour l’ensemble des familles n’aura duré que quelques années.
La désillusion survient en 1975 avec l’arrêt du développement de la Z.I. de Fos, suivi de près par la crise de la sidérurgie qui frappe aussitôt les unités de Solmer et d’Ugine Acier.

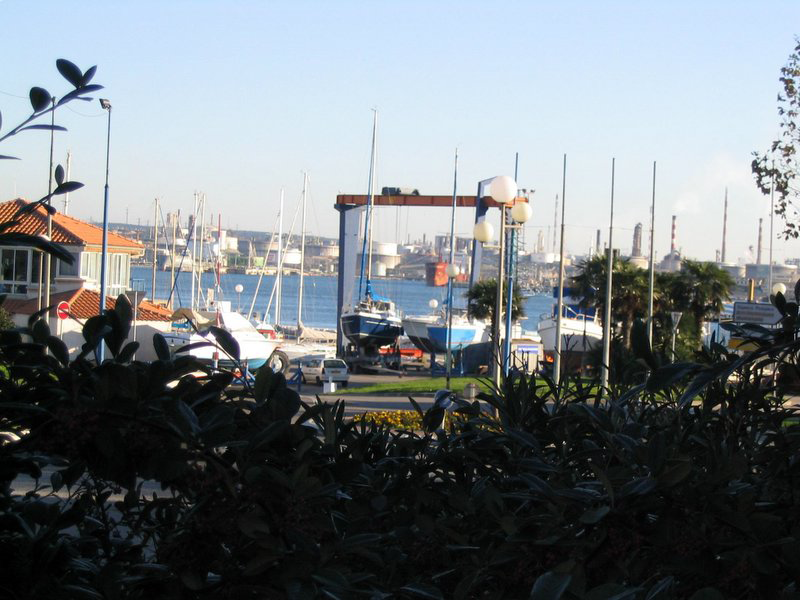
Le « Port Renaissance », port de plaisance qui marque l'orientation vers les activités tertiaires de la ville.

Dernière criée publique de toute la région PACA pour la vente du poisson, la Halle à Marée doit fermer ses portes en décembre 2009, suivie quelques années après de la Copemart qui commercialisait le poisson bleu. Désormais, l'activité de la pêche à Port-de-Bouc est devenue quasi inexistante.
Voisine des activités liées à la pêche, la plaisance ; le port abrite des bateaux venus de toute l’Europe.
La requalification urbaine entreprise depuis une dizaine d’années a donné un nouveau visage à Port-de-Bouc. Tout en améliorant le cadre de vie des Port-de-Boucains, l’attractivité de la ville s’est renforcée.

## Politique et administration

### Tendances politiques et résultats
Les personnalités exerçant une fonction élective dont le mandat est en cours et en lien direct avec le territoire de Port-de-Bouc sont les suivantes :
| Élection             | Territoire                                 | Titre                      | Nom                             | Tendance politique |  | Début de mandat  | Fin de mandat |
| -------------------- | ------------------------------------------ | -------------------------- | ------------------------------- | ------------------ |  | ---------------- | ------------- |
| Municipales 2020     | Commune de Port-de-Bouc                    | Maire                      | Laurent Belsola                 | PCF                |  | 28 mai 2020      | mars 2026     |
| Départementales 2021 | Canton de Martigues                        | Conseillers départementaux | Gérard Frau et Magali Giorgetti | PCF                |  | 1er juillet 2021 | mars 2028     |
| Législatives 2024    | 13ème circonscription des Bouches-du-Rhône | Député                     | Emmanuel Fouquart               | RN                 |  | 8 juillet 2024   | juillet 2029  |

#### Élections législatives
Résultats des seconds tours :
- Élections législatives de 1993 : 59,02 % pour Paul Lombard (PCF), 40,98 % pour Olivier Darrason (UDF). Le taux de participation était de 70,93 %.
- Élections législatives de 1997 : 71,82 % pour Michel Vaxès (PCF), 28,18 % pour Olivier Darrason (UDF). Le taux de participation était de 72,87 %.
- Élections législatives de 2002 : 69,11 % pour Michel Vaxès (PCF), 30,89 % pour Arlette Fructus (UMP). Le taux de participation était de 56,35 %.
- Élections législatives de 2007 : 71,52 % pour Michel Vaxès (PCF), 28,48 % pour Alain Aragneau (UMP). Le taux de participation était de 58,99 %.
- Élections législatives de 2012 : 71,06 % pour Gaby Charroux (PCF), 28,94 % pour Béatrix Espallardo (FN). Le taux de participation était de 53,86 %.
- Élections législatives de 2017 : 76,01 % pour Pierre Dharréville (PCF), 23,99 % pour Magali Sirerols (LREM). Le taux de participation était de 35,11 %.
- Élections législatives de 2022 : 66,39 % pour Pierre Dharréville (PCF), 33,61 % pour Emmanuel Fouquart (RN). Le taux de participation était de 38,87 %.
- Élections législatives de 2024 : 55,00 % pour Pierre Dharréville (PCF), 45,00 % pour Emmanuel Fouquart (RN). Le taux de participation était de 61,46 %.

#### Élections européennes
Résultats des deux meilleurs scores :
- Élections européennes de 1994 : 40,30 % pour Francis Wurtz (PCF), 24,38 % pour Bernard Tapie (MRG). Le taux de participation était de 54,66 %.
- Élections européennes de 1999 : 45,77 % pour Robert Hue (PCF), 11,11 % pour François Hollande (PS). Le taux de participation était de 42,82 %.
- Élections européennes de 2004 : 49,07 % pour Manuela Gomez (PCF), 17,50 % pour Michel Rocard (PS). Le taux de participation était de 35,19 %.
- Élections européennes de 2009 : 45,58 % pour Marie-Christine Vergiat (FG), 11,04 % pour Françoise Grossetête (UMP). Le taux de participation était de 34,11 %.
- Élections européennes de 2014 : 37,15 % pour Marie-Christine Vergiat (FG), 30,99 % pour Jean-Marie Le Pen (FN). Le taux de participation était de 35,35 %.
- Élections européennes de 2019 : 35,12 % pour Jordan Bardella (RN), 25,48 % pour Ian Brossat (PCF). Le taux de participation était de 49,68 %.
- Élections européennes de 2024 : 39,68 % pour Jordan Bardella (RN), 19,33 % pour Léon Deffontaines (PCF). Le taux de participation était de 47,27 %.

#### Élections régionales
Résultats des seconds tours :
- Élections régionales de 2004 : 72,81 % pour Michel Vauzelle (PS), 16,02 % pour Guy Macary (FN), 11,17 % pour Renaud Muselier (UMP). Le taux de participation était de 60,79 %.
- Élections régionales de 2010 : 71,13 % pour Michel Vauzelle (PS), 18,40 % pour Jean-Marie Le Pen (FN), 10,47 % pour Thierry Mariani (UMP). Le taux de participation était de 48,69 %.
- Élections régionales de 2015 : 54,08 % pour Christian Estrosi (LR), 46,92 % pour Marion Maréchal-Le Pen (FN). Le taux de participation était de 52,26 %.
- Élections régionales de 2021: 57,07 % pour Renaud Muselier (LR), 42,93 % pour Thierry Mariani (RN). Le taux de participation était de 27,90 %.

#### Élections départementales
Résultats des seconds tours :
- Élections départementales de 2015 : 62,47 % pour Gérard Frau et Évelyne Santoru-Joly (PCF), 37,53 % pour Emmanuel Fouquart et Nadine Laurent (FN). Le taux de participation était de 52,32 %.
- Élections départementales de 2021 : 68,44 % pour Gérard Frau et Magali Giorgetti (PCF), 31,56 % pour Emmanuel Fouquart et Gisèle Gonzalez (RN). Le taux de participation était de 29,33 %.

#### Élections cantonales
Résultats des deux meilleurs scores :
- Élections cantonales de 1994 : 60,35 % pour Michel Vaxès (PCF), 18,81 % pour Maurice Penna (DVD). Le taux de participation était de 65,81 %.
- Élections cantonales de 2001 : 64,12 % pour Évelyne Santoru (PCF), 14,89 % pour Joseph Pignot (RPR). Le taux de participation était de 55,89 %.
- Élections cantonales de 2008 : 67,14 % pour Évelyne Santoru Joly (PCF), 11,92 % pour Jean-Philippe Garcia (PS). Le taux de participation était de 62,70 %.

#### Élections municipales
Résultats des seconds tours ou des deux meilleurs scores du premier tour si dépassement de 50 % :
- Élections municipales de 2008 : 70,75 % pour Patricia Fernandez (PCF), 20,11 % pour Stéphane Didero. Le taux de participation était de 63,18 %.
- Élections municipales de 2014 : 51,44 % pour Patricia Fernandez-Pédinielli (PCF), 48,56 % pour Stéphane Didero (UDI). Le taux de participation était de 63,18 %.
- Élections municipales de 2020 : 53,58 % pour Laurent Belsola (PCF), 19,89 % pour Stéphane Didero (UDI). Le taux de participation était de 42,80 %.

### Liste des maires
| Période                                  | Période        | Identité           | Étiquette | Qualité |
| ---------------------------------------- | -------------- | ------------------ | --------- | --- |
| Les données manquantes sont à compléter. |                |                    |           | |
| septembre 1866                           | septembre 1870 | Isidore Barthélémy |           | |
| septembre 1870                           | avril 1871     | Léon Vidal         |           | |
| avril 1871                               | janvier 1881   | Isidore Barthélémy |           | |
| janvier 1881                             | décembre 1881  | Grégoire Ferrier   |           | |
| janvier 1882                             | juillet 1887   | Marius Vin         |           | |
| juillet 1887                             | novembre 1896  | Antoine Landrivon  |           | |
| novembre 1896                            | janvier 1902   | Fernand Bonnet     |           | |
| février 1902                             | mai 1904       | Bienvenu Bondil    |           | |
| mai 1904                                 | novembre 1919  | Charles Roque      |           | |
| novembre 1919                            | janvier 1924   | Antoine Bouc       |           | |
| février 1924                             | mai 1925       | Joseph Couture     |           | |
| mai 1925                                 | décembre 1940  | Marcel Gaussorgues | SFIO      | |
| février 1941                             | août 1944      | Jules Crétinon     |           | |
| août 1944                                | mai 1990       | René Rieubon       | PCF       | Ouvrier ajusteur, ancien résistant Député (1962-1986), maire                                                                |
| mai 1990                                 | juin 2005      | Michel Vaxès       | PCF       | Conseiller d'orientation-psychologue Député (1997-2012), maire, conseiller général du canton de Martigues-Ouest (1988-1997) |
| juin 2005                                | 2020           | Patricia Fernandez | PCF       | |
| juin 2020                                | En cours       | Laurent Belsola    | PCF       | Douanier |

## Population et société

### Démographie
L'évolution du nombre d'habitants est connue à travers les recensements de la population effectués dans la commune depuis 1866. Pour les communes de plus de 10 000 habitants les recensements ont lieu chaque année à la suite d'une enquête par sondage auprès d'un échantillon d'adresses représentant 8 % de leurs logements, contrairement aux autres communes qui ont un recensement réel tous les cinq ans,.

En 2022, la commune comptait 16 138 habitants, en évolution de −3,26 % par rapport à 2016 (Bouches-du-Rhône : +2,48 %, France hors Mayotte : +2,11 %).
| 1866  | 1872 | 1876 | 1881  | 1886  | 1891  | 1896  | 1901  | 1906  |
| ----- | ---- | ---- | ----- | ----- | ----- | ----- | ----- | ----- |
| 1 379 | 995  | 929  | 1 473 | 1 442 | 1 479 | 1 300 | 2 239 | 2 602 |

| 1911  | 1921  | 1926  | 1931  | 1936  | 1946  | 1954  | 1962   | 1968   |
| ----- | ----- | ----- | ----- | ----- | ----- | ----- | ------ | ------ |
| 3 437 | 4 141 | 4 385 | 5 695 | 6 163 | 6 625 | 8 551 | 12 510 | 14 080 |

| 1975   | 1982   | 1990   | 1999   | 2006   | 2011   | 2016   | 2021   | 2022   |
| ------ | ------ | ------ | ------ | ------ | ------ | ------ | ------ | ------ |
| 21 424 | 20 106 | 18 786 | 16 686 | 17 529 | 17 211 | 16 682 | 16 136 | 16 138 |

### Manifestations culturelles et festivités
- Sardinades de 1986 à nos jours. Organisées par l'association Promomer du dernier samedi du mois de juin au dernier dimanche du mois d'août. L'évènement a pris une telle ampleur qu'il a largement été médiatisé notamment dans l'émission Télématin sur France 2, et plusieurs fois sur le journal télévisé de TF1. Tellement populaire que depuis sa création, il a été copié dans plusieurs villes de la région sous diverses appellations.
- Festival des Agglos 2001-2011 (musiques actuelles). Organisé par l'association  Avec la Tête.

### Personnalités liées à la commune

#### Chanson
- François Valéry (chanteur)
- Stéphane Daniel (auteur-compositeur-interprète)
- La Grande Sophie (chanteuse pop française)
- Steel Band/Sensilia (groupe de reggae)
- Kanjar'Oc (groupe de rock)
- Sophie Pondjiclis (mezzo-soprano)
- Naestro[24]
- Henri Arbousset (poète et centenaire)

#### Cinéma
- Marco Cortes (acteur)

#### Peinture
- Raymond Moralès (sculpteur sur œuvres métalliques)

#### Footballeurs
- Jean Molla (football)  France
- Jacques Rémy  France
- Mapou Yanga-Mbiwa  France
- André-Pierre Gignac  France

#### Rugbymen
- Rayan Rebbadj  France
- Swan Rebbadj  France

#### Joueurs de pétanque
- Pierre Brocca

### Héraldique
| Armes de Port-de-Bouc | Les armes peuvent se blasonner ainsi : De gueules à l'ancre de marine d'or avec sa gumène du même, surmontée d'une trangle aussi d'or étayée aux cantons de deux bâtons du même mouvant des flancs, l'un en barre à dextre et l'autre en bande à senestre. |

## Économie
Port-de-Bouc possède une des dernières conserveries qui conditionne la poutargue de Martigues.

## Sport
Football américain
Les Jaguars, un club permettant la découverte ou la pratique du football américain.
Rugby à XV
Rugby club Martigues Port-de-Bouc engagé en Fédérale 3.
Handball
Le CCS Handball Port-de-Bouc retrouve la Nationale 2 Féminine (4e division nationale) pour la saison 2016/2017

## Culture et patrimoine
- Le canal d’Arles à Bouc, inauguré en 1834.
- Le musée Moralès : 600 sculptures métalliques de Raymond Moralès sur 5 000 m2 d'exposition.
- Archéologie : la commune abrite quelques sites archéologiques (par exemple, l'oppidum de Castillon) même si très peu ont fait l'objet de réelles fouilles.
- La statue du Christ 1660-80 classée aux monuments historiques
- La réserve naturelle régionale du Pourra - Domaine du Ranquet
- Église Notre-Dame-de-Bon-Voyage de Port-de-Bouc.

Malgré son nom, le fort de Bouc n'est pas situé sur la commune de Port-de-Bouc, mais sur la commune de Martigues.